# 克卢瓦三河镇
克卢瓦三河镇（法語：Cloyes-les-Trois-Rivières，法語發音：[klwa le tʁwa ʁivjɛʁ]）是法国厄尔-卢瓦省的一个市镇，位于该省南部，属于沙托丹区。

## 地名
该市镇得名于其前身及主体卢瓦河畔克卢瓦与卢瓦河、艾格尔河、耶尔河三条河流。

## 历史
克卢瓦三河镇成立于2017年1月1日，由以下9个市镇合并而成：
- 欧特伊（Autheuil）
- 沙赖
- 卢瓦河畔克卢瓦（Cloyes-sur-le-Loir）
- 杜伊
- 维勒讷伊堡（La Ferté-Villeneuil）
- 勒梅
- 蒙蒂尼勒加讷隆（Montigny-le-Gannelon）
- 艾格尔河畔罗米伊（Romilly-sur-Aigre）
- 耶尔河畔圣伊莱尔（Saint-Hilaire-sur-Yerre）

其中卢瓦河畔克卢瓦为政府驻地。

## 地理
克卢瓦三河镇（47°59'52"N, 1°14'9"E）面积119.19 平方千米，位于法国中央-卢瓦尔河谷大区厄尔-卢瓦省，该省份为法国北部内陆省份，北起顺时针与厄尔省、伊夫林省、埃松省、卢瓦雷省、卢瓦-谢尔省、萨尔特省和奧恩省接壤。
与克卢瓦三河镇接壤的市镇（或旧市镇、城区）包括：拉沙佩勒迪努瓦耶、蒂维尔、维勒莫里、博斯拉罗迈讷、乌祖埃勒杜瓦延、布雷万维尔、圣让弗鲁瓦芒泰勒、维勒布、埃格沃讷河畔吕昂、瓦尔迪耶尔、圣但尼-拉讷赖。
克卢瓦三河镇的时区为UTC+01:00、UTC+02:00（夏令时）。

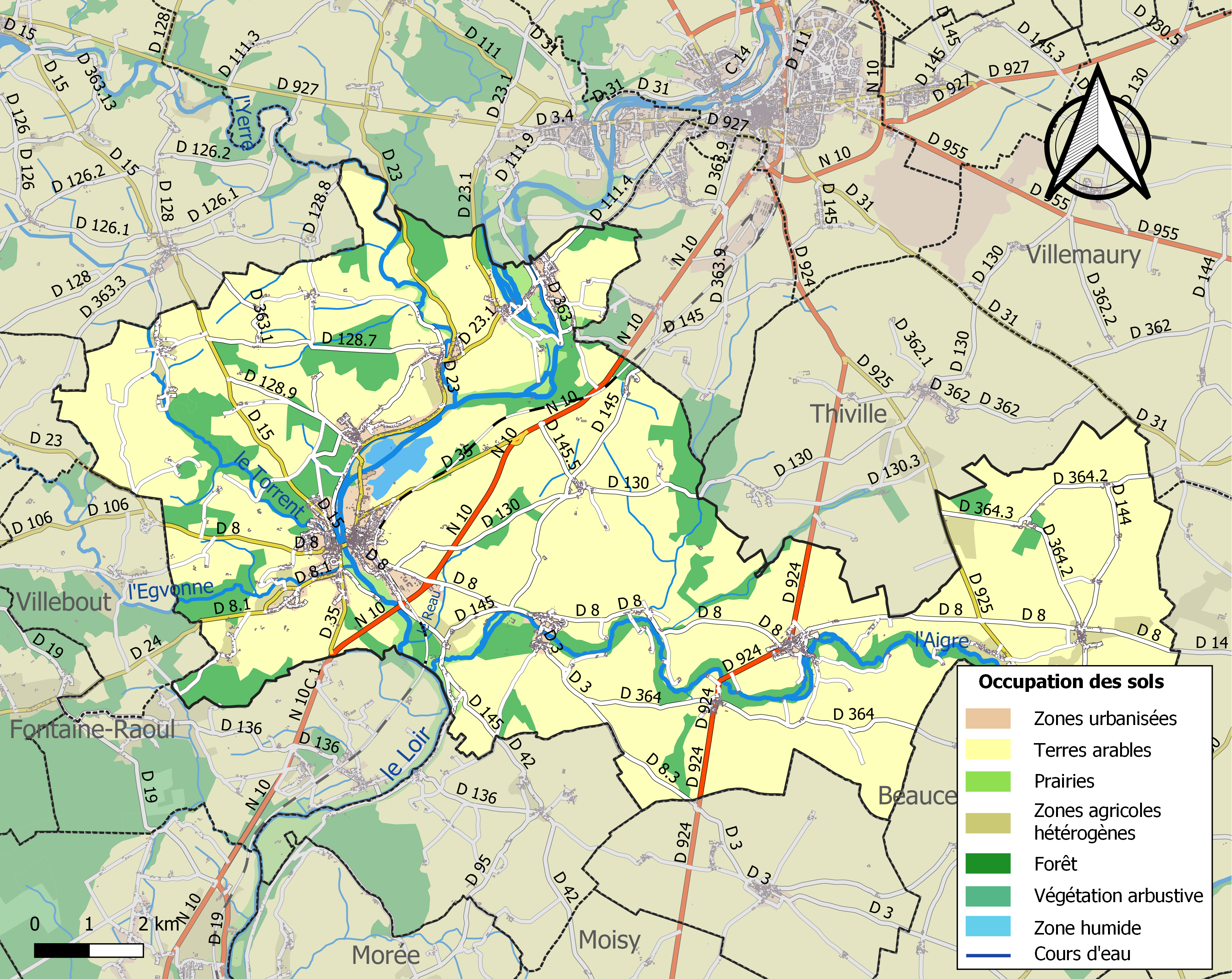
克卢瓦三河镇的OSM定位图

## 行政
克卢瓦三河镇的邮政编码为28220，INSEE市镇编码为28103。

## 政治
克卢瓦三河镇所属的省级选区为布鲁县。

## 人口
克卢瓦三河镇于2022年1月1日时的人口数量为5601人。